# 칠리향
칠리향(七里香, 학명: Murraya paniculata 무라이아 파니쿨라타[*])은 운향과의 과일 나무(상록 관목 또는 소교목)이다. 원산지는 동남아시아와 남아시아 및 주변의 섬 지역이다.

## 사진

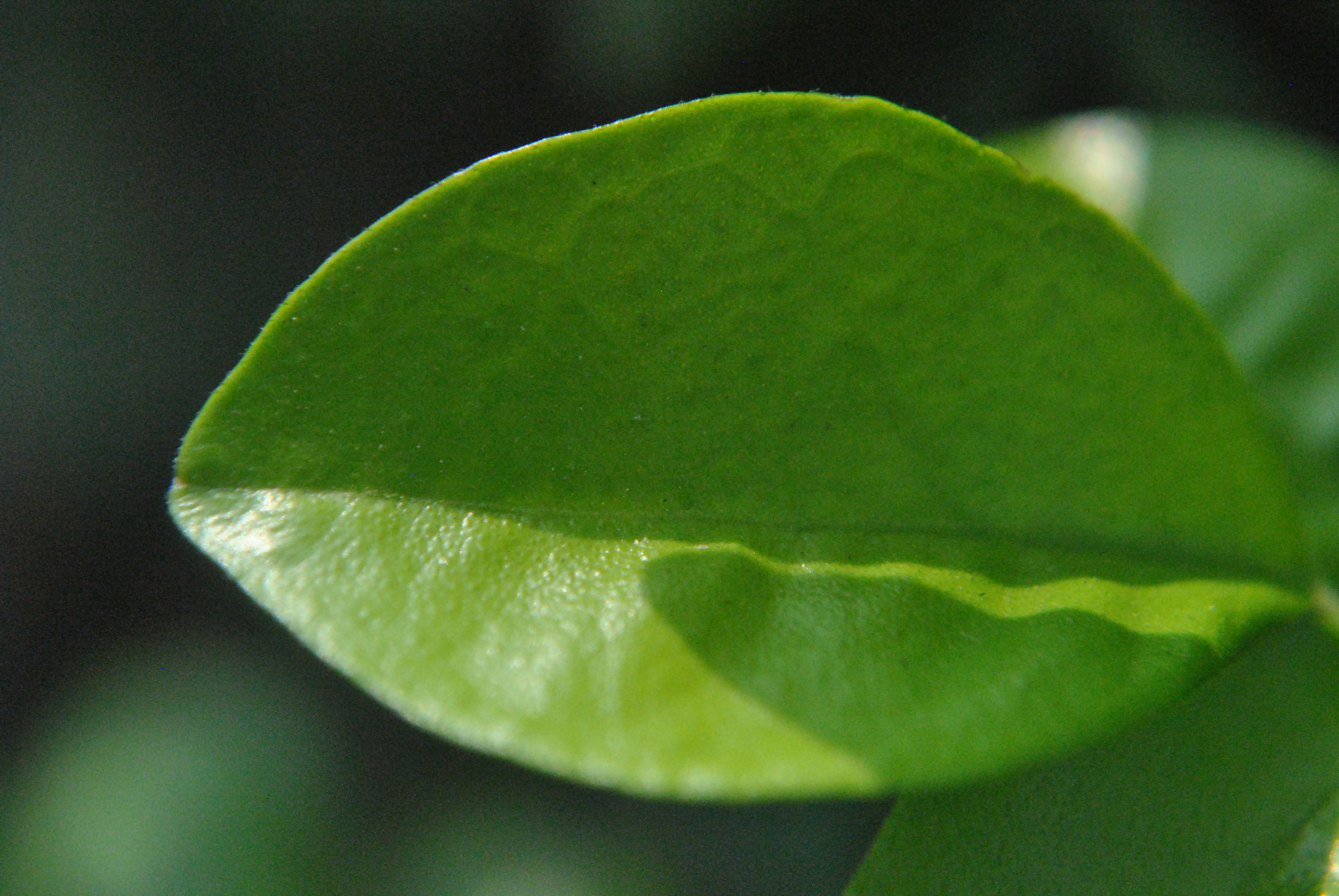
잎
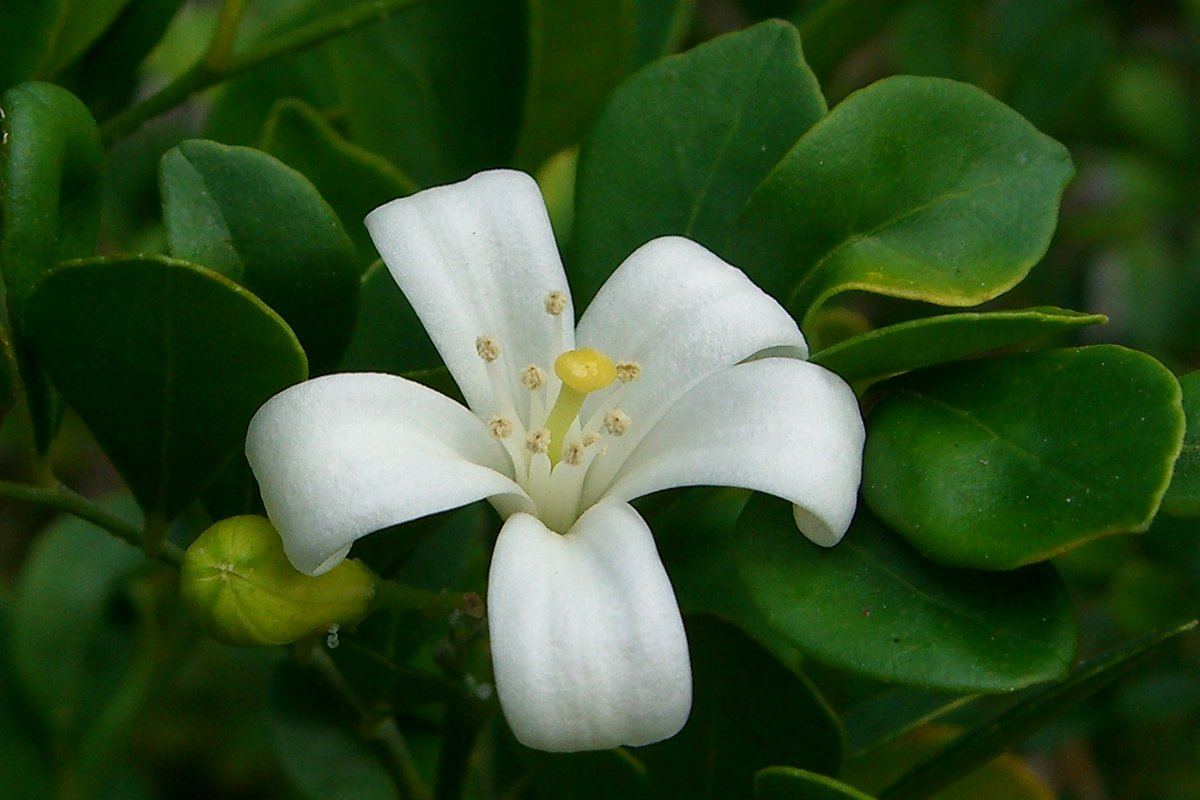
꽃
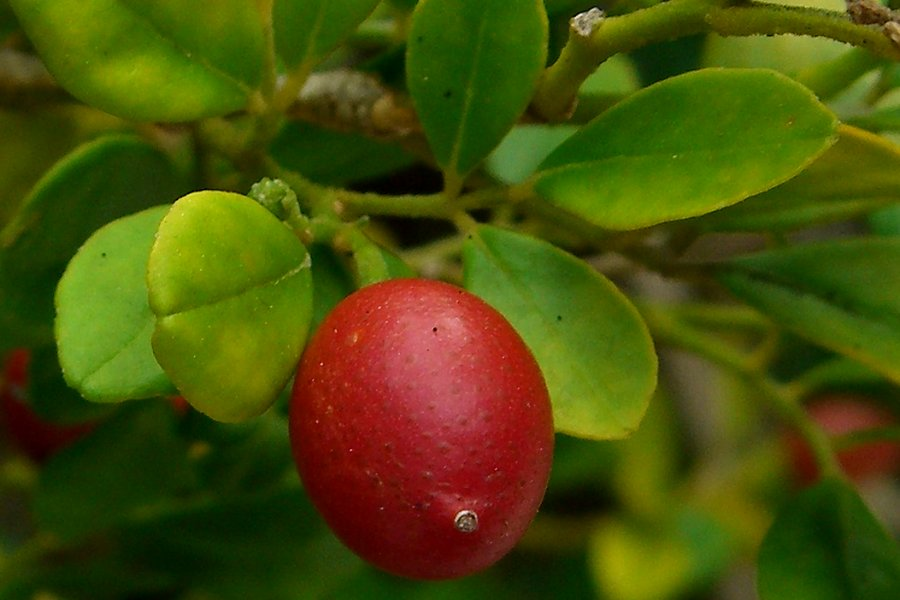
열매